# چتنوگا (اکلاهما)
چتنوگا(به انگلیسی: Chattanooga) شهری در ایالت اکلاهما کشور ایالات متحده آمریکا است که جمعیت آن در سرشماری سال ۲۰۱۰ میلادی، ۴۶۱ نفر بوده‌است.